# Xian de Lingao
Le xian de Lingao (临高县 ; pinyin : Língāo Xiàn) est un district administratif de la province chinoise insulaire de Hainan. Il est administré directement par la province.

## Démographie
La population du district était de 399 057 habitants en 1999.